# Everyday (album Dave Matthews Band)
Everyday è un album in studio della Dave Matthews Band, pubblicato il 27 febbraio, 2001.

## Tracce
Tutte le canzoni sono scritte da Glen Ballard e Dave Matthews.
1. I Did It - 3:36
2. When the World Ends - 3:32
3. The Space Between - 4:03
4. Dreams of Our Fathers - 4:41
5. So Right - 4:41
6. If I Had It All - 4:03
7. What You Are - 4:33
8. Angel - 3:58
9. Fool to Think - 4:14
10. Sleep to Dream Her - 4:25
11. Mother Father - 4:24
12. Everyday - 4:43

## Musicisti
- Carter Beauford — bonghi, conga, batteria, background vocals, vibrafono
- Stefan Lessard — basso elettrico
- Dave Matthews — chitarra acustica, chitarra elettrica, voce
- LeRoi Moore — flauto, clarinetto, sassofono, background vocals
- Boyd Tinsley — violino, background vocals